# Lemuel C. Shepherd junior

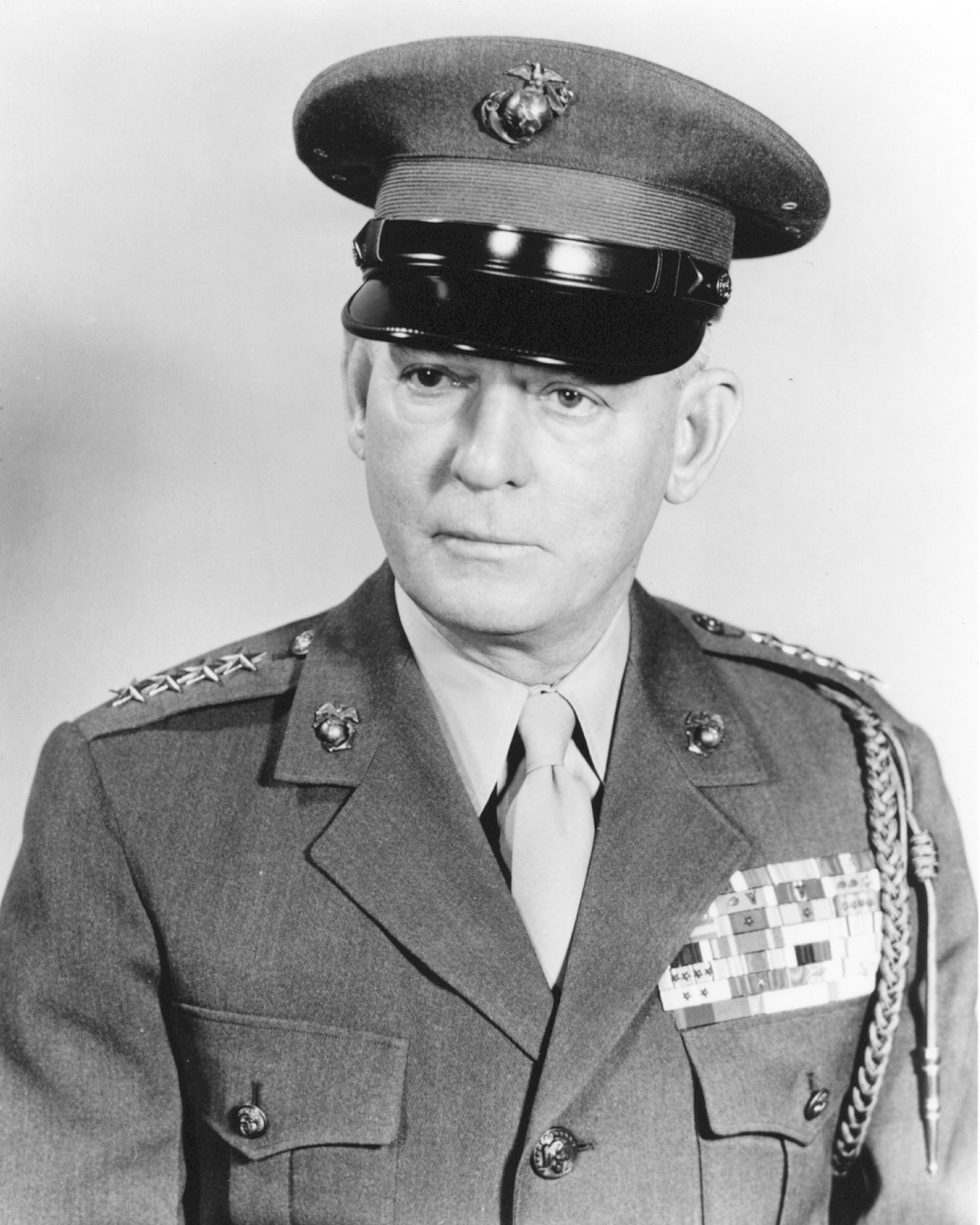
Lemuel C. Shepherd, Jr.

Lemuel Cornick Shepherd junior (* 10. Februar 1896 in Norfolk, Virginia; † 6. August 1990 in La Jolla, Kalifornien) war ein General des United States Marine Corps. Er war im Pazifikkrieg der stellvertretende Kommandeur der 1st Marine Division während der Kap-Gloucester-Operationen und führte die 6th Marine Division in der Schlacht um Okinawa. Von 1952 bis 1955 war er der 20. Commandant of the Marine Corps und der erste Marine bei den Joint Chiefs of Staff. Danach engagierte er sich im Interamerikanischen Verteidigungsausschuss.

## Leben

### Frühe Jahre und Erster Weltkrieg
Shepherd schloss das Virginia Military Institute in Lexington ab und erhielt anschließend am 11. April 1917 sein Offizierspatent als Second Lieutenant des US Marine Corps. Seinen ersten Posten trat er am 19. Mai des gleichen Jahres in den Marine Barracks von Port Royal, South Carolina, an.
Da sich die Vereinigten Staaten jedoch seit dem 6. April mit den Mittelmächten im Krieg befanden, wurde Shepherd mit dem 5th Marine Regiment der American Expeditionary Force (AEF) nach Frankreich beordert. Die Jahreswende verbrachte er mit seinem Regiment nahe Verdun und kämpfte während der deutschen Frühjahrsoffensive im Raum Château-Thierry. Im Juni 1918 wurde er im Laufe der Schlacht um Belleau Wood zweimal verwundet, wofür er Auszeichnungen erhielt. Nach Wochen im Lazarett schloss sich Shepherd im August wieder dem Regiment an und beteiligte sich an den Kämpfen um St. Mihiel und an der abschließenden Meuse-Argonne-Offensive der US-Streitkräfte in der Champagne, wobei er ein drittes Mal Verwundungen davontrug. Nach seiner Genesung wurde er zur 2nd Infantry Division der US Army versetzt. Sie war während des Krieges ein gemischter Verband aus Angehörigen der US Army und überwiegend des Marine Corps.
Nach dem Waffenstillstand mit dem Deutschen Kaiserreich am 11. November 1918 verblieb der nunmehrige Captain bei der Division, die der Besatzungsarmee zugeteilt wurde.

### Zwischenkriegszeit
Im Juli 1919 wurde Shepherds Einheit zurück in die Vereinigten Staaten verlegt und demobilisiert. Er kehrte jedoch im September zurück nach Frankreich, um Reliefkarten der Schlachtfelder zu erstellen, auf welchen die 4. US-Marineinfanteriebrigade während Krieges gekämpft hatte. Er verrichtete bis Dezember 1920 diese Arbeit und wurde im Anschluss daran nach Washington, D.C. versetzt, wo er als Sekretär im Weißen Haus und als Adjutant des damaligen Commandant of the Marine Corps Major General John A. Lejeune, der u. a. auch der letzte Kommandeur der 2. US-Infanteriedivision vor der Rückverlegung in die Staaten gewesen war, diente. Im Juli 1922 wurde Shepherd Kommandeur einer Ehrenkompanie, die anlässlich des hundertjährigen Jubiläums der Unabhängigkeit Brasiliens von Portugal am 7. September, mit Abordnungen der anderen Teilstreitkräfte an einer Parade in Rio de Janeiro teilnehmen sollte.
Im Juni des folgenden Jahres kommandierte Shepherd die Marineabordnung an Bord des Schlachtschiffes Idaho (BB-24) und im Anschluss daran die Sea School in Norfolk, Virginia. Von April 1927 bis 1929 war er der 3. US-Marineinfanteriebrigade zugeteilt, die während dieser Zeit in Tientsin und Shanghai stationiert war. Nach der Absolvierung des Offizierskursus an den Marine Corps Schools in Quantico, Virginia, folgte ein weiterer Auslandseinsatz mit der Garde d’Haiti, wo er vier Jahre als Bezirkskommandant diente. Nach dem 1934 erfolgten Abzug aller US-Streitkräfte aus Haiti, wurde Major Shepherd zu den Marine Barracks in Washington, D.C. beordert, wo er als Registrar und stellvertretender Direktor des Marine Corps Institutes diente. Mit seiner 1936 erfolgten Beförderung in den Rang eines Lieutenant Colonel, wurde Shepherd zum Studium in das Naval War College in Newport, Rhode Island, bestellt, das er im Mai des folgenden Jahres abschloss. Danach wurde er Kommandeur des 2. Bataillons des 5. US-Marineinfanterieregiments der neu geformten Fleet Marine Force-Atlantik, das sich intensiv mit neuen Taktiken und Materialien der Amphibischen Kriegsführung beschäftigte.
Im Juni 1939 wurde Shepherd Stabsmitglied der Marine Corps Schools und war in der Folgezeit Direktor des Fernlehrinstituts, Leiter der Planungsabteilung, Jahrgangskommandant und stellvertretender Schuldirektor.

### Zweiter Weltkrieg

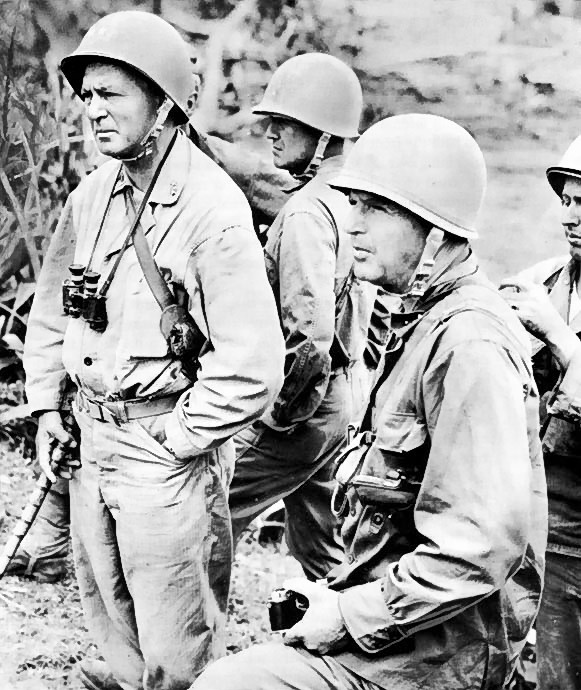
Shepherd (links) mit LtGen Simon Buckner (2. v. r.), dem Kommandeur der 10. US-Armee, der die 6. Marineinfanteriedivision unterstellt war, auf Okinawa.

Vier Monate nach dem US-amerikanischen Eintritt in den Zweiten Weltkrieg wurde Colonel Shepherd zum Kommandeur des in Camp Elliot in San Diego, Kalifornien, neu aufgestellten 9. US-Marineinfanterieregiments. Um sein Regiment wurde in den folgenden Monaten die 3rd Marine Division gebildet, die unter dem Befehl von Major General Charles D. Barrett stand. Shepherd blieb Regimentskommandeur und führte seine Einheit zu Ausbildungs- und Trainingszwecken nach Auckland, Neuseeland, und ab Juni 1943 auf die zuvor hart umkämpfte Salomonen-Insel Guadalcanal. Dort erhielt er vier Wochen später die Beförderung zum Brigadier General und wurde zum stellvertretenden Kommandeur von William H. Rupertus’ 1st Marine Division ernannt. In dieser Funktion begleitete er die Einheit zwischen Dezember und März 1944 im Rahmen von Operation Dexterity nach Neubritannien.
Im darauffolgenden Mai erhielt Shepherd das Kommando über die 1. provisorische Marineinfanteriebrigade und befehligte diese Einheit während der Rückeroberung der Marianeninsel Guam, die am Tag des Angriffs auf Pearl Harbor gegen die japanische Übermacht hatte kapitulieren müssen. Aufgrund des schnellen und erfolgreichen Unternehmens wurde Sheperd u. a. zum Major General ernannt.
Shepherds provisorische Brigade wurde auf Divisionsniveau aufgestockt und am 7. September 1944 in 6th Marine Division umbenannt. Nach dem Training auf Guadalcanal wurde der Verband General Roy S. Geigers III Amphibious Corps unterstellt, welches gemeinsam mit Verbänden der US Army ab April 1945 die Invasion Okinawas durchführte. Nach dem Sieg in Okinawa verlegte Shepherds Division nach Guam, um sich für die Invasion der japanischen Hauptinseln vorzubereiten. Die für März 1946 geplante Landung an der Hauptinsel Honshū wurde nie durchgeführt, da das japanische Kaiserreich im September kapitulierte. Die 6. Marineinfanteriedivision wurde nach Tsingtao auf das chinesische Festland gesandt, um am 25. Oktober die Kapitulation der regionalen japanischen Streitkräfte entgegenzunehmen.

### Koreakrieg
Nachdem seine Division Ende März 1946 in China aufgelöst worden war, kehrte Shepherd in die Vereinigten Staaten zurück und organisierte an der Naval Amphibious Base Little Creek bei Virginia Beach das Truppentrainingskommando der amphibischen Streitkräfte der US-Atlantikflotte. Im November wurde er Assistent von Commandant Alexander A. Vandegrift und behielt diesen Posten bis April 1948. Danach wurde er Kommandeur der Marine Corps Schools in Quantico.
In dem Ende Juni 1950 eskalierenden Koreakrieg war General Shepherd Kommandierender General der pazifischen Fleet Marine Force mit Hauptquartier in Pearl Harbor, Hawaii. In sein Aufgabengebiet fiel die Durchführung der Landung bei Incheon Mitte September 1950 sowie die erfolgreiche Evakuierung von UN-Truppen und Zivilisten aus der nordkoreanischen Hafenstadt Hŭngnam, infolge der verlorenen Schlacht um das Chosin-Reservoir. Dabei gelangten ungefähr 100.000 Soldaten und Material sowie 100.000 nordkoreanischer Zivilpersonen über mehrere Wochen bis Weihnachten 1950 auf dem Seeweg nach Südkorea. Dies war eine der größten Evakuierungen von UN-Truppen und nordkoreanischen Zivilisten während des gesamten Krieges.

### Commandant of the Marine Corps und Ruhestand
Am 1. Januar 1952 wurde Shepherd von US-Präsident Harry S. Truman zum Nachfolger von Clifton B. Cates als Commandant of the Marine Corps bestellt. Im Laufe seiner Amtszeit initiierte er eine Reihe von Projekten, welche das militärische Können des Corps erheblich steigern sollte. Mit Verabschiedung des Public Law 416 durch den 82. Kongress der Vereinigten Staaten am 28. Juni 1952, wurde der Commandant ein stimmberechtigtes Mitglied bei den Joint Chiefs of Staff, wenn es um Sachen ging, die direkt das US Marine Corps betrafen. Somit war Shepherd der erste Marine im Generalstab und blieb in dieser Funktion bis zu seiner Pensionierung am 1. Januar 1956. Fünfzig Jahre später wird General Peter Pace der erste Marine sein, der den Vorsitz der Joint Chiefs innehatte.
Zwei Monate später wurde Shepherd wieder in den aktiven Dienst zurückberufen und durch Präsident Dwight D. Eisenhower zum Vorsitzenden des Interamerikanischen Verteidigungsausschusses ernannt. In dieser Tätigkeit zeichnete er sich durch seine Führungsfähigkeit und Diplomatie aus und bewirkte dadurch einen großen Schritt hin zu einer gemeinsamen Verteidigungsdoktrin des amerikanischen Kontinents. Shepherd erreichte eine militärische Verbundenheit unter den verschiedenen Streitkräften der westlichen Hemisphäre. Am 15. September 1959 beendete er seine Arbeit in diesem Ausschuss und konnte nun endgültig seinen Ruhestand antreten.
General Lemuel Cornick Shepherd, Jr. verstarb am 6. August 1990 in La Jolla, Kalifornien, an den Folgen von Knochenkrebs und wurde auf dem Nationalfriedhof Arlington bei Washington, D.C. beigesetzt. Seine vor ihm verstorbene Ehefrau Virginia Tunstall Driver Shepherd (* 2. Mai 1898, † 29. November 1989) wurde neben ihm bestattet.

## Auszeichnungen
Auswahl der Dekorationen, sortiert in Anlehnung der Order of Precedence of Military Awards:
- Navy Cross
- Distinguished Service Cross
- Navy Distinguished Service Medal (3 ×)
- Silver Star (3 ×)
- Legion of Merit (2 ×)
- Bronze Star
- Purple Heart (4 ×)
- Navy Unit Commendation
- National Defense Service Medal
- Korean Service Medal (3 ×)
- Großkreuz des Ordens vom Kreuz des Südens
- Kommandeur der französischen Ehrenlegion
- Croix de guerre (Frankreich)
- Mexikanischer Orden vom Aztekischen Adler 1. Klasse